# 1B busz (Győr)
A győri 1B jelzésű autóbusz a Gyirmót, Papréti út és az Újváros, Nép utca, templom megállóhelyek között közlekedik, egy irányban, az újvárosi temető érintésével. A járatot a Volánbusz üzemelteti.

## Története
A járat szeptember 1-től közlekedik, bizonyos 1-es járatok helyett.

## Közlekedése
Munkanapokon délelőtt, illetve hétvégén szinte egész nap közlekedik, óránként. Az 1B autóbuszok, az újvárosi forduló után, 1A járatként térnek vissza Marcalvárosba.

## Útvonala
| Gyirmót → Ménfőcsanak → Marcalváros → Kálvária utca → Belváros → Újváros, Nép utca |
| --- |
| Gyirmót, Papréti út – Szent László út – Malom út – Aba Sámuel út – Királyszék út – – Mécs László utca – Illyés Gyula utca – Pápai út – Kálvária utca – Kert utca – – Kálvária utca – Lahner György utca – Bem tér – Zrínyi utca – Eszperantó út – Bartók Béla út – Hunyadi utca – Baross Gábor híd – Szent István út – Aradi vértanúk útja – Virágpiac tér – Zechmeister utca – Rába Kettős híd – Kossuth Lajos utca – – Farkas Mátyás utca – Nyár utca – Liget utca – Nép utca – Újváros, Nép utca, templom |

## Megállóhelyei
Az átszállási lehetőségek között az 1-es és az 1A buszok nincsenek feltüntetve!
| 0  | 0  | Gyirmót, Papréti út               | | Gyirmóti temető |
| 2  | 2  | Gyirmót, központ                  | 37 | Szent László király templom, Posta |
| 3  | 3  | Ménfői út                         | 37 | Malomsziget |
| 4  | 4  | Sárkereki út                      | 37 | |
| 5  | 5  | Tavirózsa utca (tanösvény)        | 37 | |
| 6  | 6  | Malom út                          | 20Y, 22, 22B, 37 | |
| 7  | 7  | Aba Sámuel utca                   | 20Y, 22, 22B, 37 | |
| 8  | 8  | Ménfőcsanak, Királyszék út        | 20Y, 21, 21B, 22, 22B, 22Y, 32, 34, 36, 37 személyvonat | Ménfőcsanak felső |
| 10 | 10 | Decathlon áruház                  | 20Y, 21, 21B, 22, 22B, 22Y, 34, 37 | Decathlon Áruház, Reál Élelmiszer |
| 11 | 11 | 83-as út, TESCO áruház            | 20Y, 21, 21B, 22, 22B, 22Y, 32, 34, 36, 37 | TESCO Hipermarket, Family Center, KIKA, ALDI |
| 13 | 12 | Győrújbaráti elágazás             | 20Y, 21, 21B, 22, 22B, 22Y, 32, 34, 36, 37 | MÖBELIX, ALDI, Family Center |
| 14 | 13 | Katód utca                        | 21, 21B, 22, 22B, 22Y | Apor Vilmos Katolikus Iskolaközpont |
| 15 | 14 | Marcalváros, Kovács Margit utca   | 11, 11Y, 14, 14B, 21, 21B, 22, 22A, 22B, 22Y, 23, 24, 25, 26, 28, 42 | LIDL, TESCO, GYSZSZC Krúdy Gyula Gimnáziuma, Két Tanítási Nyelvű Középiskolája, Turisztikai és Vendéglátóipari Szakképző Iskolája, Arany János Általános Iskola |
| 17 | 16 | Mécs László utca, aluljáró        | | |
| 18 | 17 | Illyés Gyula utca, sporttelep     | | Pápai úti sporttelep, Örkény István utcai Bölcsőde, Sün Balázs Óvoda, Arany János Általános Iskola |
| 20 | 19 | Sajó utca                         | | |
| 21 | 20 | Kálvária utca, Kert utca          | | Nádorvárosi Szent Kamillus templom, Kálvária-kápolna |
| 23 | 21 | Hold utca                         | | Nádor tér |
| 24 | 22 | Kálvária utca, iskola             | | Nádorvárosi Ének-zenei Általános Iskola, Posta, Vackor Óvoda, Szent Kamillus templom |
| 26 | 23 | Bem tér, Baross Gábor iskola      | 2, 2B | Győri SZC Baross Gábor Két Tanítasi Nyelvű Közgazdasági és Ügyviteli Szakgimnáziuma, Bem tér, Leier City Center |
| 28 | 25 | Eszperantó út, autóbusz-állomás   | 2, 2B, 10, 27, 32, 34, 36 Távolsági járatok S10 G10 , IC, InterRégió, EC, EN, ER, gyorsvonat, expresszvonat, | Győr Helyközi autóbusz-állomás, Munkaügyi központ, ÉNYKK Zrt. forgalmi iroda, Leier City Center, Posta |
| 29 | 26 | Bartók Béla út, munkaügyi központ | 2, 2B, 6, 9, 19, 19A, 37 | Helyközi autóbusz-állomás, Munkaügyi központ, ÉNYKK Zrt. forgalmi iroda, Leier City Center |
| 32 | 28 | Aradi vértanúk útja, szökőkút     | 2, 2B, 5, 5B, 5R, 6, 7, 8, 8B, 9, 9A, 11, 12, 12A, 14, 14B, 15, 15A, 17, 17B, 19, 19A, 21, 21B, 22, 22A, 22B, 22Y, 29, 30, 30A, 30B, 30Y, 31, 31A, 37, 38, 38A, CITY Távolsági járatok S10 G10 , IC, InterRégió, EC, EN, ER, gyorsvonat, expresszvonat, | Győr Városháza, 2-es posta, Honvéd liget, Révai Miklós Gimnázium, Földhivatal, Megyeháza, Győri Törvényszék, Büntetés-végrehajtási Intézet, Richter János Hangverseny- és Konferenciaterem, Vízügyi Igazgatóság, Zenés szökőkút, Bisinger József park, Kormányablak                     |
| 34 | 29 | Zechmeister utca, Bécsi kapu tér  | 2B, 8, 8B, 9, 9A, 11, 14, 14B, 17, 17B, 19, 19A, 29, CITY | Virágpiac tér, Karmelita Rendház, Karmelita templom, Bécsi kapu tér, Víziszinpad, Arrabona Áruház |
| 36 | 31 | Petőfi tér, zsinagóga             | 8, 8B, 9, 11, 14, 14B, 29 | Zsinagóga, Kossuth Kollégium, Péterfy Sándor Evangélikus Gimnázium, Általános Iskola és Óvoda, Evangélikus öregtemplom, Kossuth Lajos Szakközépiskola, Református templom, Kossuth Lajos Általános Iskola, Petz Aladár Oktató Kórház Reumatológiai Osztály, Bercsényi liget, Petőfi tér |
| 37 | 32 | Kossuth Lajos utca, Kispiac       | | Bercsényi liget, Szent Miklós püspök templom, Urunk színeváltozása templom |
| 38 | 33 | Budai Nagy Antal utca             | | |
| 39 | 34 | Selyem utca                       | | |
| 40 | 35 | 1-es út, Csipkegyári út           | | Újvárosi temető, Duna Center, ALDI |
| 43 | 38 | Liget utca, Nyár utca             | | Újvárosi Művelődési Ház |
| 44 | 39 | Somos utca                        | | Csipkebogyó Waldorf Óvoda |
| 45 | 40 | Újváros, Nép utca, templom        | | Szent Erzsébet templom, Horgásztavak |

1. ↑  Hétvégén a járatok rövidebb menetidővel közlekednek.